# デモクリトス (アゴスティーノ・カラッチ)
『デモクリトス』（伊: Democrito、英: Democritus）は、イタリア・バロック期のボローニャ派の画家アゴスティーノ・カラッチが1596年ごろ、キャンバス上に油彩で制作した絵画である。古代ギリシアの哲学者デモクリトスを表している。作品は現在、ナポリのカポディモンテ美術館に所蔵されている。

## 作品

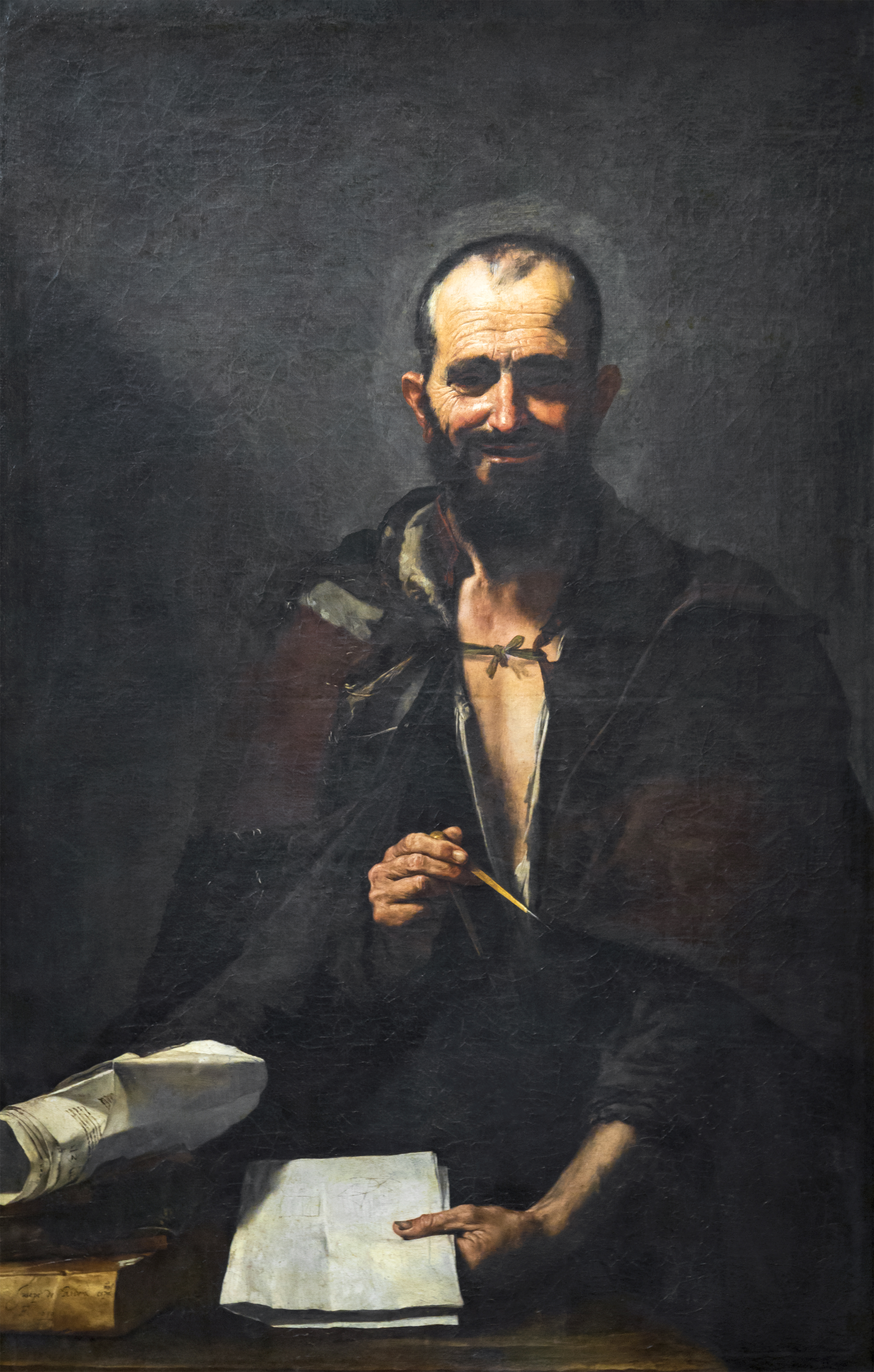
ホセ・デ・リベーラ『デモクリトス』 (1630年)、プラド美術館、マドリード

デモクリトスは、古代ギリシアの哲学者を表す16世紀と17世紀の絵画の中で一般的な主題であった。ルネサンス時代には、ラファエロの『アテナイの学堂』 (ヴァチカン宮殿、ローマ) に見られるようにプラトンとアリストテレスが古代ギリシアの知を代表していたとすれば、バロック時代には「笑う哲学者」デモクリトスと「泣く哲学者」ヘラクレイトスがその代表として描かれたのである。特にネーデルラントにおいて、この2人の哲学者は対作として、あるいは2人並んで表すことが盛んとなった。
本作は彼の楽天的な人間観を示している。彼は笑顔を見せ、鑑賞者を指差した姿で絵画に登場しており、人間が動物より勝っているというのは間違いであるという自身の信条に合わせて、オオヤマネコの毛皮を含む派手な服装をしている。 同時に、彼は鑑賞者と同じ状態にあるということを示すために自分自身を指差している。
地理、生物学、哲学の深い知識を持ち、カラッチ一族の中で最も教養のある人物であるというアゴスティーノの評判がこの肖像画に表現されているようである。彼はおそらくプルタルコスの著作『モラリア』からデモクリトスを知ったと思われる。本作は、アゴスティーノが弟のアンニーバレ・カラッチと協力してローマのファルネーゼ宮殿の装飾をしていた時期に制作されたと考えられている。

## 評価
ロナルド・ヒューバートとデイヴィッド・マクニールはは、この絵画が「とりわけ哲学者の手によって、やんちゃなユーモアを表している」と述べている。